# Лебедєв Андрій Вадимович
Андрій Вадимович Лебедєв (нар. 12 жовтня 1979, м. Лейпциг, Німеччина) — український професійний баскетболіст, майстер спорту міжнародного класу, гравець національної збірної України. 
Андрій почав професійну спортивну кар'єру в 1995 році в віці 16 років в клубі “Флоаре” (Бандери, Молдова), де становиться чемпіоном Молдови та найкращим гравцем сезонів  1995/1996 та 1996/1997.  Грав у багатьох командах України та Європи. Неодноразово визнавався найкращим гравцем турнірів. 
Завершив професійну кар’єру у 2011 році. З 2011 року – менеджер Національних збірних України.
Від шлюбу з моделлю Анастасією має доньку Поліну Лебедєву – український диригент.

## Досягнення на клубному рівні:
- Чемпіон Молдови (1996, 1997) – (став найкращим гравцем сезону 1995/1996 та 1996/1997)
- Чемпіон України (2000, 2005)
- Срібний призер України (2001, 2002, 2004, 2006)
- Бронзовий призер України (1998, 2003)
- Фіналіст кубку України (1999, 2006)

## Міжнародна кар'єра:
1997 – Чемпіон European Promotion Cup for Junior Men (був названий найкращим гравцем турніру) в складі збірної Молдови
2001-2005 – Гравець національної збірної України (брав участь у Чемпіонатах Європи 2001, 2003 та 2005 років) 
2004 – Найкращий гравець туру Євроліги ФІБА
2004 – Учасник Матчу усіх зірок Євроліги ФІБА
2005 – Віце-чемпіон Євроліги ФІБА 
2005 – Віце-чемпіон всесвітньої Універсіади 
2006 – Бронзовий призер Кубку Виклику ФІБА  

## Досягнення як менеджера:
2013, 2017, 2022 – Участь в Чемпіонатах Європи (в 2013 – Збірна України посіла 6 місце)
2014 - Участь в Чемпіонаті Світу